# Triphora miserrima
Triphora miserrima är en orkidéart som först beskrevs av Célestin Alfred Cogniaux, och fick sitt nu gällande namn av Julián Baldomero Acuña Galé. Triphora miserrima ingår i släktet Triphora och familjen orkidéer. Inga underarter finns listade i Catalogue of Life.